# Hronov
Hronov (in tedesco Hronow) è una città della Repubblica Ceca facente parte del distretto di Náchod, nella regione di Hradec Králové.